# Андрес, Доминик
Домини́к А́ндрес (нем. Dominic Andres; род. 6 октября 1972, Берн) — швейцарский кёрлингист, запасной в составе команды Швейцарии на Олимпийских играх 1998. Тренер по кёрлингу.

## Достижения
- Зимние Олимпийские игры: золото (1998).
- Чемпионат мира по кёрлингу среди мужчин: бронза (1994, 1999).
- Чемпионат Европы по кёрлингу: бронза (1993).
- Чемпионат Швейцарии по кёрлингу среди мужчин: золото (1999, 2001, 2010, 2011).
- Чемпионат мира по кёрлингу среди юниоров: бронза (1991).
- Чемпионат Швейцарии по кёрлингу среди ветеранов: золото (2024), бронза (2025).

## Команды
| Сезон   | Четвёртый       | Третий                 | Второй          | Первый            | Запасной                                                          | Турниры                             |
| ------- | --------------- | ---------------------- | --------------- | ----------------- | ----------------------------------------------------------------- | ----------------------------------- |
| 1990—91 | Доминик Андрес  | Michael Schupbach      | Marc Steiner    | Mathias Hugh      | Stefan Heilman                                                    | ЧМЮ 1991                            |
| 1992—93 | Yannick Renggli | Chrislian Razafimahefa | Gregory Renggli | Patrick Tinembart | Доминик Андрес                                                    | ЧМЮ 1993 (5 место)                  |
| 1993—94 | Маркус Эгглер   | Доминик Андрес         | Бьорн Шрёдер    | Штефан Хофер      | Андреас Шваллер                                                   | ЧЕ 1993                             |
| 1993—94 | Маркус Эгглер   | Доминик Андрес         | Штефан Хофер    | Бьорн Шрёдер      | Мартин Цюррер                                                     | ЧМ 1994                             |
| 1994—95 | Маркус Эгглер   | Доминик Андрес         | Штефан Хофер    | Бьорн Шрёдер      |                                                                   |                                     |
| 1996—97 | Маркус Эгглер   | Доминик Андрес         | Мартин Романг   | Диего Перрен      |                                                                   |                                     |
| 1997—98 | Патрик Хюрлиман | Патрик Лёртшер         | Даниель Мюллер  | Диего Перрен      | Доминик Андрес тренеры: Штефан Кайзер, Фредерик Жан (ЧЕ)          | ЧЕ 1997 (5 место) · ЗОИ 1998        |
| 1998—99 | Патрик Хюрлиман | Доминик Андрес         | Мартин Романг   | Диего Перрен      | Патрик Лёртшер тренер: Штефан Кайзер                              | ЧМ 1999                             |
| 1999—00 | Патрик Хюрлиман | Доминик Андрес         | Мартин Романг   | Диего Перрен      | Патрик Лёртшер тренер: Штефан Кайзер                              | ЧЕ 1999 (4 место) ЧМ 2000 (6 место) |
| 2000—01 | Патрик Хюрлиман | Доминик Андрес         | Мартин Романг   | Диего Перрен      |                                                                   |                                     |
| 2001—02 | Патрик Хюрлиман | Доминик Андрес         | Мартин Романг   | Диего Перрен      | Патрик Лёртшер тренер: Штефан Кайзер                              | ЧМ 2002 (5 место)                   |
| 2004—05 | Andre Flotron   | Роберт Хюрлиман        | Доминик Андрес  | Рольф Изели       |                                                                   |                                     |
| 2006—07 | Патрик Хюрлиман | Патрик Лёртшер         | Доминик Андрес  | Даниель Мюллер    |                                                                   |                                     |
| 2009—10 | Штефан Карнусян | Кристоф Шваллер        | Роберт Хюрлиман | Рольф Изели       | Доминик Андрес тренер: Кристоф Циссет                             | ЧШМ 2010 · ЧМ 2010 (6 место)        |
| 2010—11 | Кристоф Шваллер | Марко Рамштайн         | Роберт Хюрлиман | Урс Айхгорн       | Рольф Изели, Доминик Андрес тренеры: Michael Reid, Кристоф Циссет | ЧШМ 2011                            |
| 2023—24 | Кристоф Шваллер | Доминик Андрес         | Роберт Хюрлиман | Christoph Kaiser  | тренер: Рольф Изели                                               | ЧШВ 2024 · ЧМВ 2024 (5 место)       |
| 2024—25 | Кристоф Шваллер | Доминик Андрес         | Роберт Хюрлиман | Christoph Kaiser  | Рольф Изели                                                       | ЧШВ 2025                            |

(скипы выделены полужирным шрифтом)

## Результаты как тренера национальных сборных
| Год  | Турнир                            | Сборная   | Место |
| ---- | --------------------------------- | --------- | ----- |
| 2008 | Чемпионат Европы по кёрлингу 2008 | Швейцария | 4     |